# فوجيوكا (غونما)
مدينة فوجيوكا (بالإنجليزية: Fujioka)‏ هي أحد المدن التابعة لمحافظة غونما. تأسست رسميًا في 01/04/1954. ويقدر عدد سكانها بـ 68710 نسمة حسب تقدير مكتب الإحصاء الياباني لعام 2012. تبلغ مساحة فوجيوكا 180.09 كم2. بكثافة سكانية تبلغ 382 نسمة/كم2.

## توأمة
لفوجيوكا (غونما) اتفاقيات توأمة مع:
- بيند

## أعلام
- فوميي لوامارو
- كينتارو سيكي
- جيرو هيركاشى
- هايدهيكو هوشينو
- هيساشي ايماي